# Al-Watan (Syrien)
Al Watan (arabisch الوطن, DMG al-waṭan) ist eine täglich erscheinende private Zeitung aus Syrien, die zurzeit als regierungsnah gilt.
Die Zeitung wird von der Syrian Arab Publishing and Distributing Company herausgegeben, ihr Eigentümer ist Rami Machluf. Der Chefredakteur und Verleger bei der Gründung der Zeitung war Waddah Abd Rabbuh.

## Geschichte
Al Watan wurde im November 2006 als erste private Tageszeitung in Syrien seit 1963 gegründet. Im Februar 2007 lag die Auflage bei 22.000 Exemplaren und 2010 wurde die Zeitung um 5 Syrische Lira pro Ausgabe verkauft.
Im Zuge der Proteste in Syrien ab 2011 wurde die Zeitung kurzzeitig verboten, am gleichen Tag aber wieder erlaubt. Der Chefredakteur rief alle Leser auf, den bewaffneten Gruppen der Opposition überall, „auf der Straße, in den Moscheen, in Cafés, im Internet“, entgegenzutreten.
Mit Fortführung der Proteste befand sich das Blatt im September vollständig auf Regierungslinie. Die Geschehnisse seien eine internationale Verschwörung. Im Juli 2012 schrieb al Watan zu der Schlacht in Aleppo: „Aleppo wird die letzte Schlacht der syrischen Armee sein, um die Terroristen zu schlagen.“